# Hostieskändning
Hostieskändning är en form av helgerån enligt den definition som finns inom den anglikanska kyrkogemenskapen, östeuropeiska ortodoxa kyrkor,  orientaliskt ortodoxa kyrkor, lutherska kyrkor och den romersk-katolska kyrkan. Hostieskändning innebär felbehandling eller avsiktligt felaktig användning av den konsekrerade hostian, det vill säga nattvardsbrödet, som används i mässan. Inom katolska kyrkan anses hostieskändning som en dödssynd. Om den inte förlåts och den felande får fullständig absolution innebär det att personen efter döden hamnar i helvetet. Genom historien har ett antal grupperingar anklagats för att vanhelga nattvarden, ofta med allvarliga konsekvenser för dem på grund av det helgade brödets andliga betydelse.

## Översikt
Anklagelser mot judar var ett vanligt svepskäl för mord och utdrivning i Europa under medeltiden. Snarliknande anklagelser förekom inom häxprocesser. Lathundar för häxjägare som till exempel Malleus Maleficarum nämner just hostian som ett föremål för häxornas helgerån. Hostieskändning ingår i ett antal beskrivningar av Svarta Mässan i både till synes historiska verk och även inom skönlitteratur.

## Bakgrund

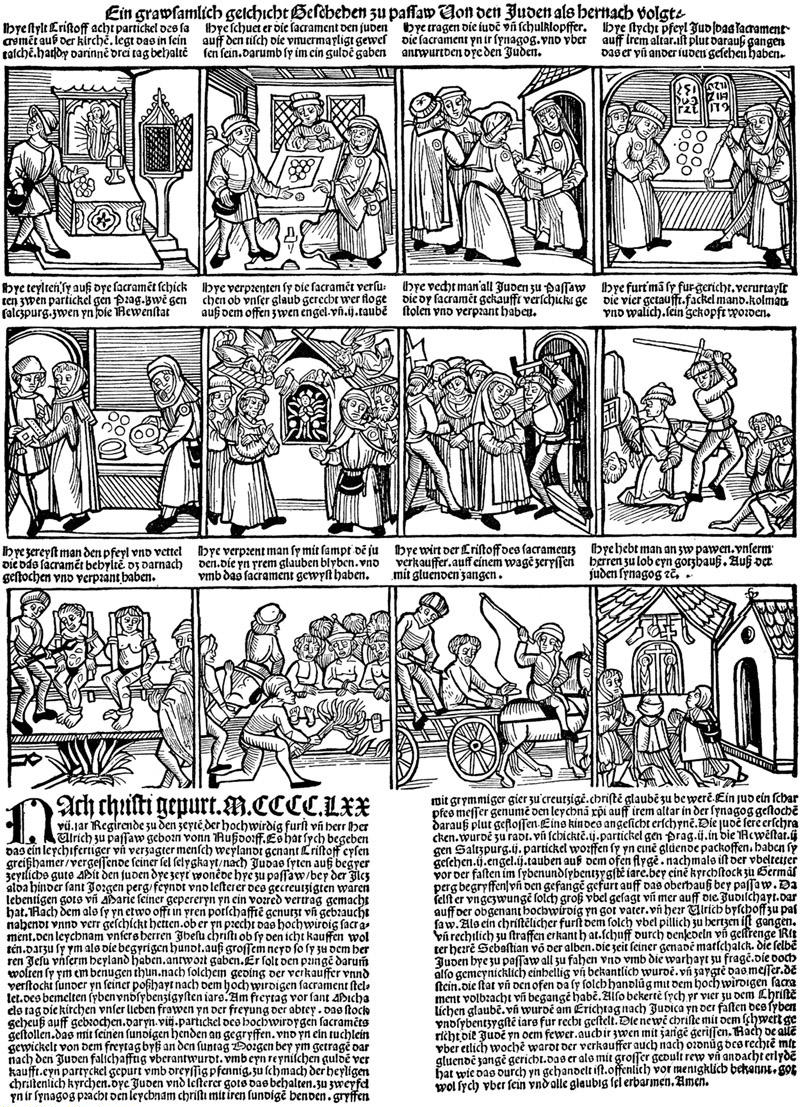
Ett tyskt träsnitt från 1400-talet visar på en påstådd hostieskändning av judar i Passau 1477. Bilden visar hur hostian stjäls och skändas i en judisk ritual. De skyldiga arresteras, torteras och avrättas, och stadens hela judiska befolkning drivs ut. I slutet ser man de kristna böja knä och be.

I den katolska kyrkans, de ortodoxa kyrkornas och delar av den anglikanska kyrkogemenskapens tro utgör trons mysterium en mycket viktig del, det vill säga då bröd och vatten på ett metafysiskt sätt förvandlas till Kristi kropp och blod samtidigt som det utåt fortfarande verkar vara bröd och vin.
Under medeltiden förklarade den katolska teologin detta med begreppet transsubstantiation för att förklara denna förvandling som av tidigkristna togs för verklig och inte endast symbolisk. Detta begrepp fastställdes år 1215 vid det fjärde laterankonciliet och innebar att brödet och vinet förvandlas men behåller sin yttre skepnad.
Eftersom kristen tro föreskriver att Jesus är sann människa och sann Gud vördas inom den katolska tron hans "kropp" och "blod" i form av det konsekrerade brödet och vinet. Stöld, försäljning eller felaktig användning av hostian anses därför vara en svår synd och helgerån, något som medför att man straffas med automatisk bannlysning. Under vissa omständigheter, till exempel misstro eller skändning, anses hostian besitta övernaturliga egenskaper.
Vissa protestantiska läror, särskilt Lutheraner, har en liknande tro på nattvarden och Realpresensen, även om ritualen och transsubstantiationsbegreppet skiljer sig från katolskt och ortodoxt kristen tro.
Hostieskändning har förknippats med grupper som ses som fientligt inställda till kristenheten. Det är en allmän övertygelse att hostieskändning är en del av satanisk rit, särskilt den svarta mässan. Church of Satan ser kristen doktrin som falsk och använder sig vanligen inte av hostieskändning. Satanister i kretsen runt Anton LaVey firar inte den svarta mässan som en regelbundet återkommande företeelse, men le Messe Noir från LaVeys bok The Satanic Rituals inkluderar vissa delar.
År 1969 publicerades dokumentet Memoriale Domine  där den katolska kyrkan medger att man i vissa länder tillåter kommunikanterna att ta emot hostian i handen istället för att den av nattvardscelebranten placeras på kommunikantens tunga. Detta är numer en vanligt förekommande sed i världen och denna praxis betyder att det är lättare att få tillgång till konsekrerad hostia än förr, eftersom kommunikanten kan låtsas placera den i munnen.

## Fientlig uppenbarelse av kristna
Den fientliga uppenbarelsen betraktas felaktigt som ett "fiktivt" brott som främst begås av hedningar och fransgrupper. Ny forskning tyder på att fientligheter "verkligen" skämdes, särskilt i samband med krigsförbrytelser, vilket särskilt var fallet när det gällde att avslöja fiendens religiösa kultur som en idol, vars altare och kyrkor en man demonstrativt förstört. Eftersom värden har en mycket speciell ideologisk betydelse inom en "gåva-kultur", bör motståndaren vara vanära på detta sätt inte bara materiellt, utan också idealiskt.